# Donaspastus bosellii
Donaspastus bosellii is een vlinder uit de familie dominomotten (Autostichidae). De wetenschappelijke naam is, als Symmoca bosellii, voor het eerst geldig gepubliceerd in 1941 door Hartig.
Deze vlinder komt voor in Europa.

## Andere combinaties
- Symmoca bosellii Hartig, 1941
- Dysspastus bosellii (Hartig, 1941)